# Stranger on the Third Floor
Stranger on the Third Floor is een film noir-thriller uit 1940 met Peter Lorre, geschreven door Frank Partos en Nathaniel West, en uitgebracht door RKO Radio Pictures. De regie was in handen van Boris Ingster. 
Stranger on the Third Floor wordt soms aangeduid als de eerste "echte" film noir van de klassieke periode (1940-1959), en meer nog als voorloper van de film noir (proto-noir). Hij heeft veel  kenmerken van een film noir: een stedelijke omgeving, zware schaduwen, diagonale lijnen, voice-over-vertelling, een scène met een droom, lage camerastandpunten, trappen, en een onschuldige protagonist die ten onrechte beschuldigd wordt van criminaliteit en wanhopig probeert zijn onschuld te bewijzen.

## Rolverdeling
| Acteur             | Personage                     |
| ------------------ | ----------------------------- |
| Peter Lorre        | The Stranger                  |
| John McGuire       | Mike Ward                     |
| Margaret Tallichet | Jane                          |
| Charles Waldron    | District Attorney             |
| Elisha Cook Jr.    | Joe Briggs                    |
| Charles Halton     | Albert Meng                   |
| Ethel Griffies     | Mrs. Kane, Michael's landlady |
| Cliff Clark        | Martin                        |
| Oscar O'Shea       | the Judge                     |
| Alec Craig         | Briggs' Defense Attorney      |
| Emory Parnell      | Detective                     |